# Коронован ястребов орел
Коронованият ястребов орел (Stephanoaetus coronatus) е вид птица от семейство Ястребови (Accipitridae), единствен представител на род Stephanoaetus. Видът е почти застрашен от изчезване.

## Разпространение и местообитание
Разпространен е в Ангола, Бурунди, Габон, Гана, Гвинея, Гвинея-Бисау, Екваториална Гвинея, Етиопия, Замбия, Зимбабве, Камерун, Кения, Демократична република Конго, Република Конго, Кот д'Ивоар, Либерия, Малави, Мозамбик, Нигерия, Руанда, Свазиленд, Сенегал, Сиера Леоне, Судан, Танзания, Того, Уганда, Централноафриканската република, Южен Судан и Южна Африка.